# Кальпін
40°30′14″ пн. ш. 79°02′52″ сх. д. / 40.50396° пн. ш. 79.04777° сх. д.
Кальпін (кит. 柯坪县, пін. Kēpíng Xiàn, трансліт. Kalpin) — один із повітів КНР у складі Боро-Тала-Монгольської автономної префектури Аксу, СУАР. Адміністративний центр — містечко Кальпін.

## Географія
Кальпін лежить на південь від одного з відрогів Тянь-Шаню — хребта Каратеке — у пустелі Такла-Макан.

### Клімат
Повіт знаходиться у зоні, котра характеризується кліматом пустель помірного поясу. Найтепліший місяць — липень із середньою температурою 25,3 °C. Найхолодніший місяць — січень, із середньою температурою -7,5 °С.
| Клімат повіту Кальпін                              | Клімат повіту Кальпін | Клімат повіту Кальпін | Клімат повіту Кальпін | Клімат повіту Кальпін | Клімат повіту Кальпін | Клімат повіту Кальпін | Клімат повіту Кальпін | Клімат повіту Кальпін | Клімат повіту Кальпін | Клімат повіту Кальпін | Клімат повіту Кальпін | Клімат повіту Кальпін | Клімат повіту Кальпін |
| Показник                                           | Січ.                  | Лют.                  | Бер.                  | Квіт.                 | Трав.                 | Черв.                 | Лип.                  | Серп.                 | Вер.                  | Жовт.                 | Лист.                 | Груд.                 | Рік                   |
| Середній максимум, °C                              | −0,6                  | 5,9                   | 15,3                  | 23,6                  | 28,3                  | 31,7                  | 33,4                  | 32,3                  | 27,8                  | 20,7                  | 10,7                  | 1,5                   | 19,2                  |
| Середня температура, °C                            | −7,5                  | −0,9                  | 8,3                   | 16,3                  | 20,6                  | 23,8                  | 25,3                  | 24,2                  | 19,6                  | 11,9                  | 2,9                   | −5                    | 11,6                  |
| Середній мінімум, °C                               | −13,3                 | −7                    | 1,5                   | 8,8                   | 13,3                  | 16,4                  | 18,2                  | 17,1                  | 12,3                  | 4,5                   | −3,2                  | −9,9                  | 4,9                   |
| Норма опадів, мм                                   | 2                     | 3                     | 4                     | 4                     | 13.8                  | 22.2                  | 26.6                  | 26.1                  | 15                    | 4                     | 0.9                   | 1.8                   | 123.4                 |
| Вологість повітря, %                               | 66                    | 55                    | 40                    | 33                    | 37                    | 42                    | 46                    | 49                    | 51                    | 51                    | 57                    | 69                    | 50                    |
| -------------------------------------------------- | --------------------- | --------------------- | --------------------- | --------------------- | --------------------- | --------------------- | --------------------- | --------------------- | --------------------- | --------------------- | --------------------- | --------------------- | --------------------- |
| Джерело: Дані метеостанції №51720 (КНР, 1991-2020) |                       |                       |                       |                       |                       |                       |                       |                       |                       |                       |                       |                       |                       |